# Michał Hilchen

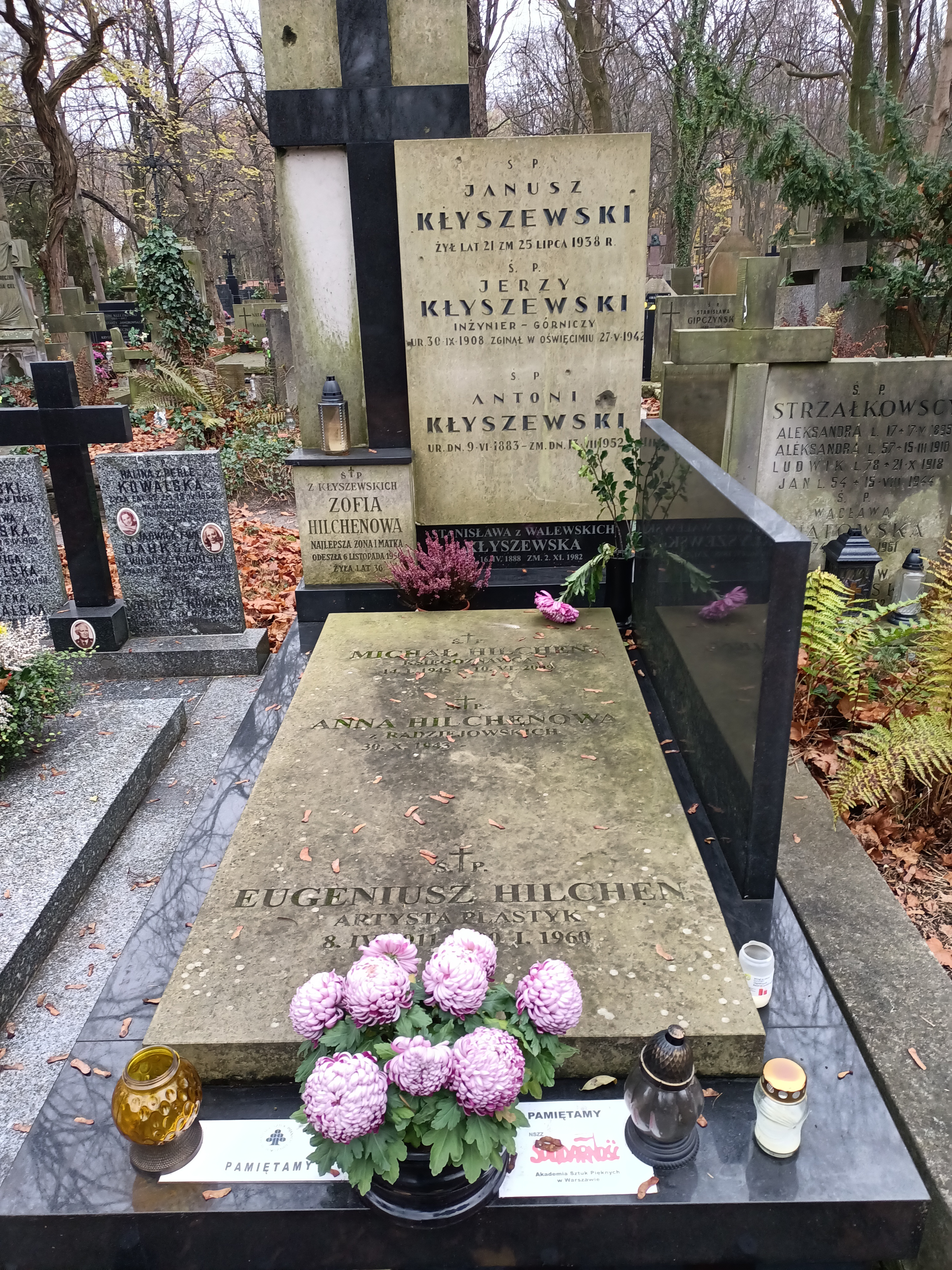
Nagrobek Michała Hilchena na cmentarzu Powązkowskim

Michał Jerzy Hilchen h. Jelita odm. (ur. 14 stycznia 1945 w Warszawie, zm. 10 czerwca 2009) – polski księgoznawca, bibliofil, antykwariusz, edytor, historyk literatury i kultury, działacz społeczny. Syn Eugeniusza Hilchena (1911–1960), grafika i architekta wnętrz, i Zofii z d. Kłyszewskiej. Był wykładowcą UW i ASP w Warszawie. Wieloletni prezes  Towarzystwa Przyjaciół Książki (TPK).

## Życiorys
Był absolwentem UW. W latach 70. XX w. pracował jako asystent w Zakładzie Historii Książki Instytutu Bibliotekoznawstwa i Informacji Naukowej UW. Pełnił również funkcję opiekuna Koła Naukowego Studentów Bibliotekoznawstwa. W latach 1980–1984 pracował w Warszawskim Antykwariacie Naukowym. Wykładał na warszawskiej ASP gdzie kierował Zakładem Dydaktycznym Nauk Pomocniczych na Wydziale Konserwacji i Restauracji Dzieł Sztuki. W latach 1985–1992 piastował funkcję st. kustosza Biblioteki Naukowej Zamku Królewskiego w Warszawie. Pracował jako rzeczoznawca Stowarzyszenia Księgarzy Polskich w zakresie wydawnictw antykwarycznych. Zajmował się opracowywaniem katalogów aukcyjnych i prowadził aukcje antykwaryczne, bibliofilskie oraz charytatywne. Był autorem i kuratorem wystaw z zakresu książki, grafiki i konserwacji dzieł sztuki w kraju i zagranicą.
Od 1975 r., był działaczem TPK, w latach 1981–1983 prezes Oddziału Warszawskiego, a od 1983 do 2002 (rok rozwiązania) prezesem Zarządu Głównego.
Był działaczem i członkiem Towarzystwa Bibliofilów Polskich w Warszawie, Polskiego Towarzystwa Bibliologicznego gdzie przez kilka kadencji piastował funkcję przewodniczącego Głównej Komisji Rewizyjnej, ponadto działał w Polskim Towarzystwie Heraldycznym, Towarzystwie Literackim im. Adama Mickiewicza, Kaliskim Towarzystwie Przyjaciół Nauk, Towarzystwie Bibliofilów im. Joachima Lelewela w Toruniu, Stowarzyszeniu Księgarzy Polskich, Towarzystwie Rapperswilskim, Gutenberg Gesellschaft w Moguncji.
Był członkiem Archikonfraterni Literackiej w kolejnym czwartym już pokoleniu. W ubiegłym roku został wyróżniony tytułem Protektora Czynnego.
Był również zaangażowany w działalność Solidarności, od września 1980 r., działając w Komisjach Zakładowych Zamku Królewskiego, „Domu Książki” oraz warszawskiej ASP gdzie był także przewodniczącym Komisji Rewizyjnej.
Zmarł w Warszawie. Został pochowany 18 czerwca 2009 r. na cmentarzu Stare Powązki, kwatera 247-6-5(od IV bramy, po prawej stronie alei).

## Odznaczenia
- Srebrny Medal „Zasłużony Kulturze Gloria Artis” (2 września 2008)[4][5],
- Order Białego Kruka ze Słonecznikiem.